# Stanisław Tomasz Ujejski
Stanisław Tomasz Jan Ujejski herbu Drużyna (ur. 16 listopada 1866 w Wasylkowcach, zm. 1940 w Charkowie) – ziemianin, działacz społeczny i gospodarczy
Ziemianin, właściciel dóbr Oparszczyzna, Zacisze, Krzywieńskie w pow. Husiatyn. Członek Rady Powiatowej (1898–1910) i zastępca członka (1899–1902) i członek (1904–1910) Wydziału Powiatowego  w Husiatynie. Członek oddziału podolskiego (buczacko-czortkowsko-husiatyńsko-zaleszczyckiego) Galicyjskiego Towarzystwa Gospodarskiego (1894–1914). Członek Komitetu GTG (24 czerwca 1910 - 20 czerwca 1914). Członek i detaksator Wydziału Okręgowego w Husiatynie Galicyjskiego Towarzystwa Kredytowego Ziemskiego (1902–1914). 
Konserwatysta, politycznie związany z podolakami. Od 1903 członek komitetu powiatowego w Husiatynie Centralnego Komitetu Wyborczego. Podczas I wojny światowej był w latach 1915–1918 członkiem Kasyna Narodowego we Lwowie.
Zamordowany przez NKWD w Charkowie latem 1940. 

## Rodzina
Urodził się w rodzinie ziemiańskiej. Był spokrewniony z poetą Kornelem Ujejskim. Syn Zdzisława (1827–1907) i Heleny z Horodyskich (1830–1888). Miał rodzeństwo: siostry  Marię Teodorę (1862–1952), Eleonorę Stefanię (1864–1910) żonę Józefa Horodyskiego oraz braci Kornela (zmarł jak małe dziecko) i Ludwika Faustyna (1871–1913). Ożenił się ze Stefanią z Bohdanów (1870–1927). Mieli dzieci: Helenę (1895–1890), żonę 1 v. - Lucjana Kulikowskiego, 2 v. Adama Devechy; Stefana (1897–1967), Annę (1900–1976), żonę Kazimierza Mieczychowskiego, Krystynę (1906–1979) i Marię Anielę (1909–1990), żonę Edwarda Wani.